# Projekt Dritte Restauration (Frankreich)

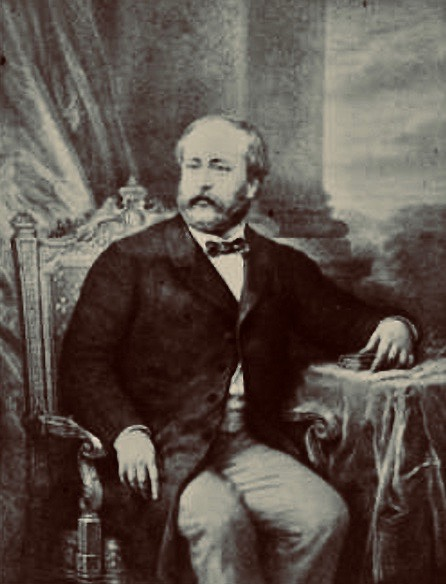
Henri d’Artois comte de Chambord

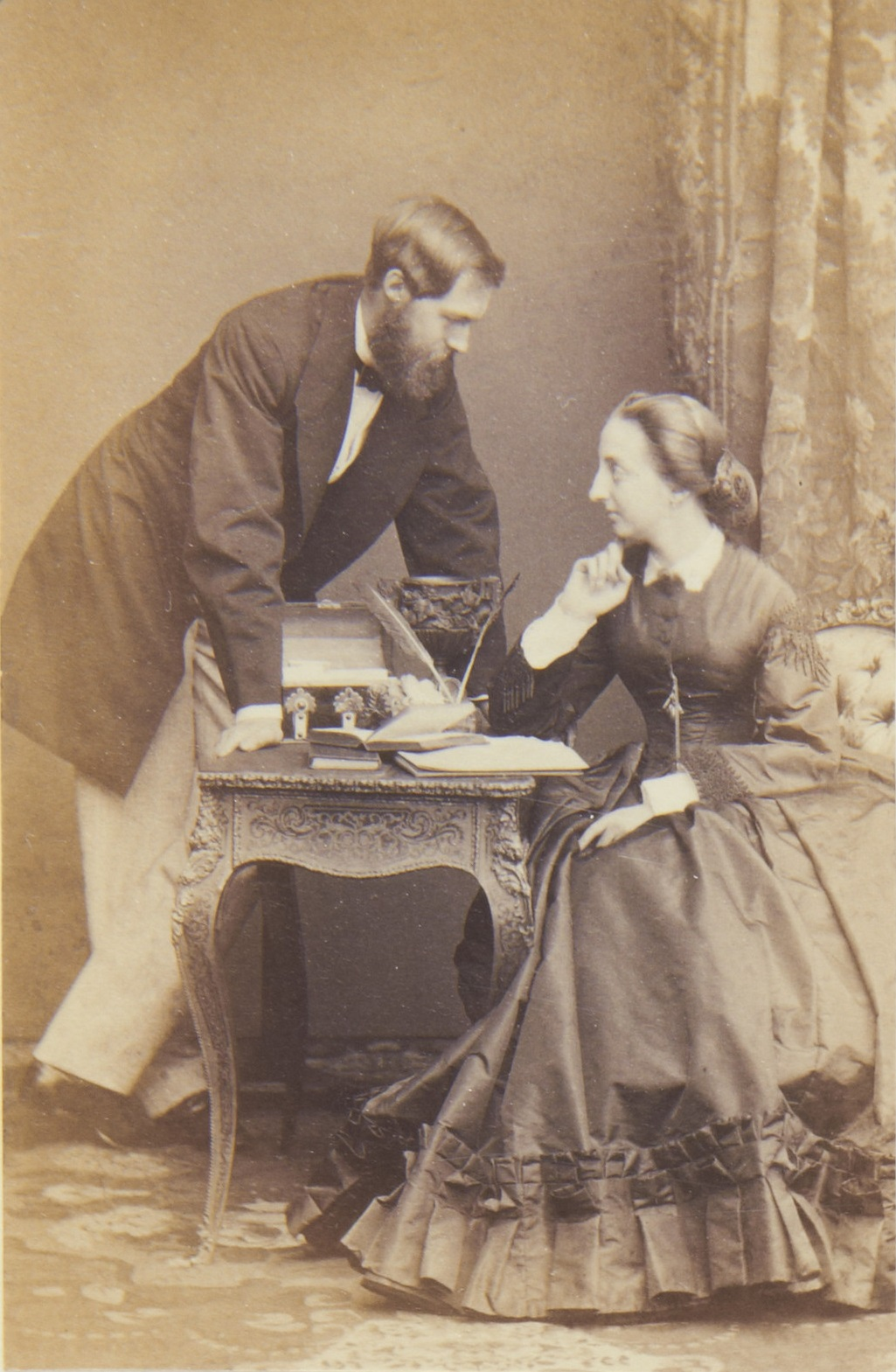
Philippe d’Orléans mit Gattin

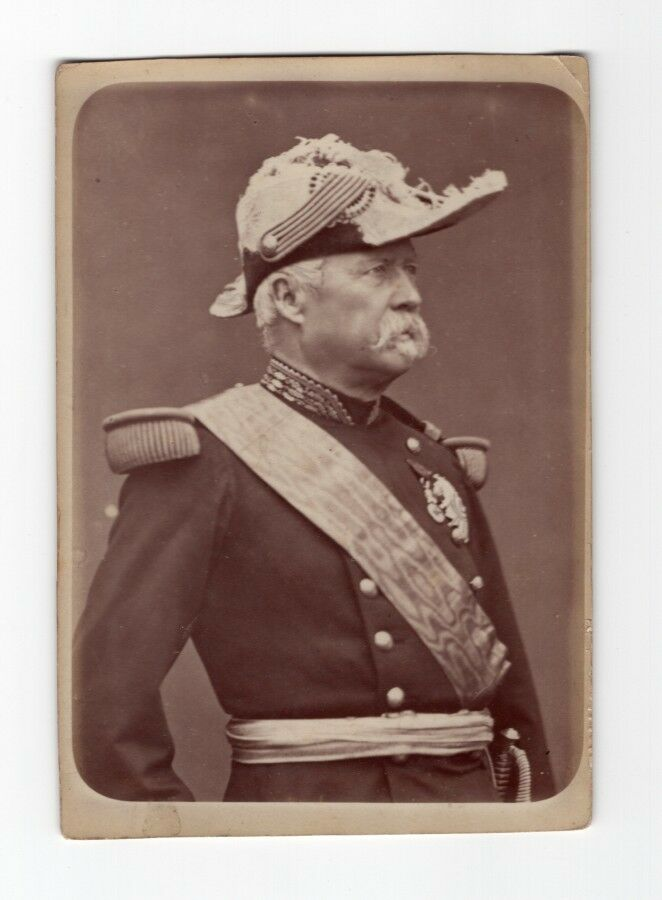
Patrice Mac Mahon

Das Projekt der Dritten Restauration (nach der Ersten Restauration von 1814 und der Zweiten Restauration von 1815) wurde 1873 lanciert, um die Monarchie in Frankreich wiederherzustellen. Das Projekt wurde nach dem Sturz des Zweiten Kaiserreichs 1870, der Pariser Kommune und den Parlamentswahlen von 1871, die eine royalistische Mehrheit in der Abgeordnetenkammer ergaben, konzipiert und vorbereitet.
Henri d’Artois, Graf von Chambord, Enkel König Karls X., war der bevorzugte Kandidat für den Thron. Seine Legitimität war unter den Royalisten unumstritten, nachdem sein Cousin Philippe d’Orléans, Graf von Paris und Anführer der Orléanisten, sich bereit erklärt hatte, ihn als einzigen Anwärter anzuerkennen. Der Graf von Chambord, von seinen Anhängern „Heinrich der Fünfte“ genannt, bereitete sich auf seinen Einzug in Paris vor. Bis zu seiner Rückkehr wurde Marschall Patrice de Mac-Mahon zum Präsidenten der Republik gewählt und organisierte einen friedlichen Übergang. Doch die Differenzen zwischen Chambord und den Orléanisten sowie der Aufstieg der Republikaner in der Nationalversammlung in den 1870er Jahren erschwerten jeden Versuch einer Restauration der Bourbonen, und aufgrund des Zögerns des Grafen von Chambord wurde das legitimistische Projekt schließlich aufgegeben.
Die Parlamentswahlen von 1877 schwächten jedoch den Einfluss von Orléans und der Präsident der Republik konnte sich nur dank der Unterstützung des Senats an der Macht halten. Die Senatswahlen im Januar 1879 bestätigten den Aufstieg der Republikaner und den Niedergang der Royalisten. Ohne Mehrheit musste Mac Mahon abtreten, womit die Pläne für eine erneute Restauration beendet waren.

## Sturz des Kaiserreichs und Entstehung der Republik 1870
Am 4. September 1870 brach das Zweite Kaiserreich nach der Niederlage bei Sedan im Deutsch-Französischen Krieg zusammen. Da Bismarck darauf bestand, den künftigen Friedensvertrag mit einer Regierung auszuhandeln, die aus Wahlen hervorgegangen war, wurden im Februar 1871 Parlamentswahlen abgehalten; die neue Versammlung zählte 222 mehr oder weniger radikale republikanische Abgeordnete gegenüber 416 Monarchisten, die sich hauptsächlich in Legitimisten (182 Abgeordnete), Orléanisten (214 Abgeordnete) und (allerdings oppositionellen) Bonapartisten (20 Sitze) aufteilten.
Die Versammlung, die am 18. Februar in Bordeaux zusammentrat, ernannte Adolphe Thiers, den ehemaligen Minister Louis-Philippes, zum „Chef der Exekutive der Französischen Republik“ und übernahm gleichzeitig die verfassungsgebende Gewalt. Die Wiederherstellung des Königtums wollte sie erst in Betracht ziehen, wenn Frankreich von der deutschen Besatzung befreit sei.

## Das legitimistische Projekt von 1871 bis 1873

### Rückkehr des Grafen von Chambord
Der Graf von Chambord empfing zahlreiche Vertreter seiner Anhänger aus allen sozialen Schichten, und die Gespräche mit ihnen überzeugten ihn davon, dass das französische Volk nicht so sehr an der Trikolore hing. Er verließ Frankreich und veröffentlichte am 5. Juli 1871 in L’Union ein Manifest, in dem er unter anderem erklärte:

« Ich werde nicht zulassen, dass man mir die Fahne von Heinrich IV., Franz I. und Jeanne d’Arc aus den Händen reißt. Ich habe sie als heiliges Vermächtnis des alten Königs, meines im Exil gestorbenen Vorfahren, erhalten; sie war für mich immer untrennbar mit der Erinnerung an das abwesende Vaterland verbunden; sie flatterte über meiner Wiege, ich will, dass sie mein Grab beschattet. In den glorreichen Falten dieses unbefleckten Banners werde ich euch Ordnung und Freiheit bringen. Franzosen, Heinrich V. kann die weiße Fahne Heinrichs IV. nicht aufgeben. »

Dieses Manifest des Grafen von Chambord spaltete zum einen die Royalisten: Die einen befürworteten die weiße Fahne, die anderen hielten die Trikolore für akzeptabel. Andererseits wurde das Manifest von der politischen Linken verspottet.

### Regierung Thiers
Am 24. Mai 1873 erklärte der Präsident der Republik, Adolphe Thiers, vor der Abgeordnetenkammer, dass „die Monarchie unmöglich sei“. Er fügte hinzu: „Es gibt nur einen Thron und man kann ihn nicht zu dritt besetzen“. Er bezog sich damit auf den Legitimisten Henri d’Artois, den Orléanisten Philippe d’Orléans und Louis-Napoléon, den Sohn von Napoleon III. und Bonapartisten.

### Scheitern der Legitimisten
Die Thronbesteigung des Grafen von Chambord schien kurz vor dem Erfolg zu stehen, und alle Voraussetzungen für eine dritte Restauration waren gegeben. Alphonse Daudet schrieb: „Er soll schnell kommen, unser Heinrich ... Wir sehnen uns so sehr danach, ihn zu sehen.“
Ende Oktober 1873 wurden die Verhandlungen an der Pariser Börse ernst genommen, die nach diesen Nachrichten in die Höhe schoss. Allerdings übernahm Patrice de Mac Mahon nach dem Rücktritt von Thiers mit Unterstützung der Orléanisten die Macht.
Chambord machte aber in einem Brief an Charles Chesnelong deutlich, dass er kein König der Revolution sein wolle. Er stellte fest, dass:

« die öffentliche Meinung, von einer Strömung mitgerissen, die ich bedaure, behauptet hat, ich sei endlich bereit, der legitime König der Revolution zu werden. ... Die Forderungen des Vortages lassen mich die Forderungen des morgigen Tages ermessen und ich kann nicht zustimmen, eine restaurative und starke Herrschaft durch einen Akt der Schwäche zu eröffnen. »

Der Prätendent bekräftigte sein Festhalten an der weißen Fahne. Da er nicht mehr auf eine Mehrheit hoffen konnte, beendete die Kommission, die die Restauration der Monarchie vorbereitete, am 31. Oktober ihre Arbeit. Die Veröffentlichung des Briefes an Chesnelong zerstörte die Hoffnungen der Pariser Börse.
Chambord, der mit diesem Ergebnis nicht gerechnet hatte, reiste daraufhin am 9. November 1873 inkognito nach Frankreich und ließ sich in Versailles bei einem seiner Anhänger, dem Grafen de Vanssay, nieder. Am 12. November ließ er sich vom Herzog von Blacas zu einem Treffen mit Marschall de Mac Mahon einladen. Wahrscheinlich dachte er daran, sich in die Abgeordnetenkammer zu begeben, sich auf den Arm des Präsidenten zu stützen und von den begeisterten Parlamentariern die Wiederherstellung der Monarchie zu fordern. Mac Mahon lehnte jedoch ein Treffen mit dem Kandidaten ab, da er der Meinung war, dass seine Pflicht als Chef der Exekutive ihm dies verbiete.

## Orléanistische Versuche

### Präsidentschaft Mac Mahons
Nachdem Philippe d’Orléans, der Graf von Paris, 1871 den Grafen von Chambord als einzigen Thronprätendenten anerkannt hatte, konnte er den Thron erst besteigen, nachdem dieser offiziell auf die Krone verzichtet hatte. Präsident Mac Mahon akzeptierte daraufhin die Bitte des Herzogs von Aumale und verlängerte seine Amtszeit bis zur Abdankung oder dem Tod des Grafen von Chambord. Erst danach sollte der Graf von Paris als „Philipp VII.“ „König der Franzosen“ werden. In orléanistischen Kreisen kursierte daraufhin der Ausspruch: „Mein Gott, bitte öffne dem Grafen von Chambord die Augen oder schließe sie ihm!“
1875 wurde eine Reihe von Verfassungsgesetzen verabschiedet, die die Republik stärkten und festigten. Bei den nächsten Wahlen am 14. Oktober 1877 errang die republikanische Linke eine Mehrheit von 105 Sitzen und die Regierung de Broglie trat am 19. November zurück. Mac Mahon versuchte zunächst, eine Beamtenregierung unter General de Rochebouët zu bilden, doch als die Kammer sich weigerte, mit ihm zu verhandeln, trat Rochebouët bereits am nächsten Tag zurück und der Präsident sah sich gezwungen, den gemäßigten Republikaner Jules Dufaure an die Spitze einer Linksregierung zu berufen.
Da die Senatswahlen vom 5. Januar 1879 der republikanischen Linken das Oberhaus bescherten und der royalistischen Mehrheit ein Ende setzten, zog es Mac Mahon, der über keinerlei parlamentarische Unterstützung mehr verfügte, vor, am 30. Januar 1879 zurückzutreten, nachdem er sich geweigert hatte, das Dekret zu unterzeichnen, mit dem einigen orléanistischen Generälen das Kommando entzogen wurde.
Der Graf von Chambord starb 1883, die dritte Restauration war gescheitert.